# تارانتو
تارانتو (به یونانی: Τάραντας) یکی از شهرهای ساحلی منطقهٔ آپولیا و مرکز استان تارانتو در جنوب ایتالیا است.
این شهر یکی از مهم‌ترین بندرهای تجاری و نیز اصلی‌ترین پایگاه دریایی این کشور است.
جمعیت تارانتو برپایهٔ سرشماری سال ۲۰۰۱ میلادی بالغ بر ۲۰۱٬۳۴۹ نفر بوده که از این لحاظ، سومین شهر پرجمعیت جنوب ایتالیا به‌شمار می‌رود.